# Live at Montreux 2011
Live at Montreux 2011 es un álbum doble en directo de Deep Purple, lanzado en 2011.
Recoge la actuación de la banda con la orquesta Neue Philharmonie Frankfurt, en el Festival de Montreux, del 16 de julio de 2011, ofrecido en el Auditorium Stravinski.
Además del CD doble, el álbum fue editado en DVD y Blu-ray Disc.
En Italia fue lanzado como long play triple por el sello Night of the Vinyl Dead Records.

## Lista de canciones
- Misma lista de temas en CD-DVD, el DVD incluye una entrevista con la banda.
- Autor: Blackmore, Gillan, Glover, Lord & Paice, salvo los indicados.

Disco 1
1. "Deep Purple Overture" (Bentley-Klein, Bruce, Brown, Clapton, Blackmore, Gillan, Glover, Lord, Paice)
2. "Highway Star"
3. "Hard Lovin' Man"
4. "Maybe I'm a Leo"
5. "Strange Kind of Woman"
6. "Rapture of the Deep" (Gillan, Morse, Glover, Airey, Paice)
7. "Woman From Tokyo"
8. "Contact Lost" (Morse)
9. "When a Blind Man Cries"
10. "The Well Dressed Guitar" (Morse)

Disco 2
1. "Knocking At Your Back Door" (Blackmore, Gillan, Glover)
2. "Lazy"
3. "No One Came"
4. "Keyboards Solo" (Airey)
5. "Perfect Strangers" (Gillan, Blackmore, Glover)
6. "Space Truckin'"
7. "Smoke on the Water"
8. "Green Onions" (Cropper, Jackson, Steinberg, Jones) / "Hush" (Joe South) / "Bass Solo" (Glover)
9. "Black Night"

## Personal
- Ian Gillan - voz, armónica
- Steve Morse - guitarra
- Roger Glover - bajo
- Ian Paice - batería
- Don Airey - teclados

Con
- Orquesta "Neue Philharmonie Frankfurt" (Stephen Bentley-Klein, director)